# 周防国三十三観音霊場
周防国三十三観音霊場（すおうのくにさんじゅうさんかんのんれいじょう）は、室町時代の初期大内弘世（大内二十四代）が西国霊場を模して、旧周防国地域、現山口県の霊地に勧請したもの。具体的には山口県岩国市から山口市までの間にある観音を本尊とする三十三か所の霊場一帯を指す。

## 沿革
公式サイト説明文によれば、通説では718年（養老2年）に大和長谷寺の徳道が重病で仮死状態に陥り、その後復帰した折に夢の中で閻魔から観音巡礼を敬えと伝えられた、との故事を契機に観音巡礼を開始したと伝わっていることを示している。また、隆盛の礎として徳道から更に200余年を下った991年（正暦2年）、花山天皇が那智山に千日籠もり満願成就した故事も紹介されている。

## 札所
岩国市、周南市、防府市など山口県内の広い範囲に点在する33か所の寺社を札所としており、宗派は浄土真宗・浄土宗が各1か所、臨済宗が5、真言宗が12、曹洞宗が14、となっている。